# 沃德利 (阿拉巴马州)
沃德利（英文：Wadley），是美国阿拉巴马州下属的一座城市。面积约为1.46平方英里（约合3.77平方公里）。根据2010年美国人口普查，该市有人口751人，人口密度为516.15/平方英里（约合199.2/平方公里）。